# Cindy McCain

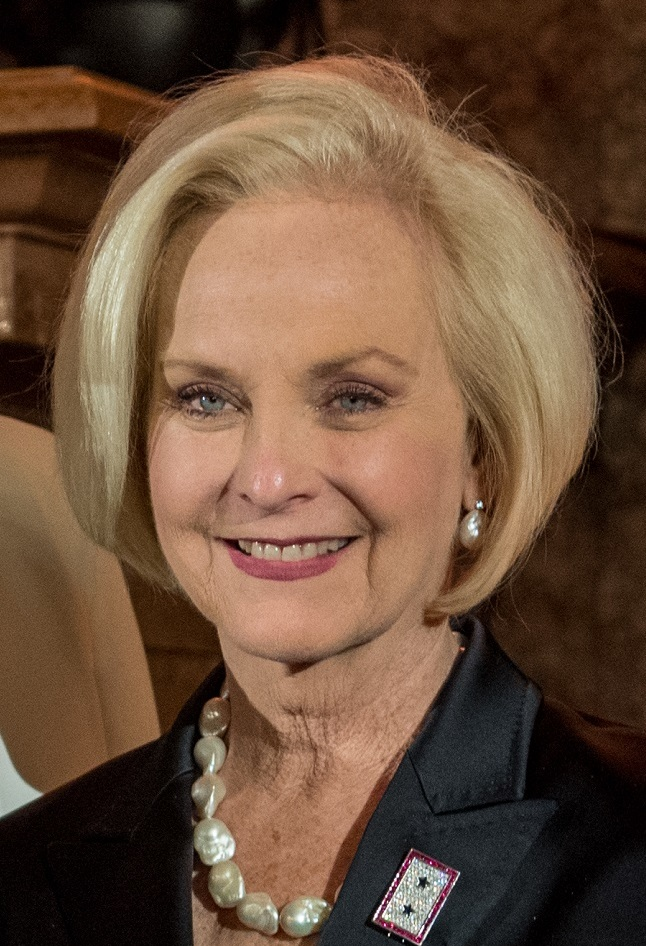
McCain während der 54. MSC 2018

Cindy Hensley McCain (* 20. Mai 1954 als Cindy Lou Hensley) ist eine US-amerikanische Unternehmerin. Sie ist Aufsichtsratsvorsitzende des Bierverlags Hensley & Company und die Witwe des Senators John McCain. Von 2021 bis 2023 war sie US-Botschafterin bei der Ernährungs- und Landwirtschaftsorganisation der Vereinten Nationen (FAO), seit 2023 ist sie Direktorin des Welternährungsprogramm der Vereinten Nationen.

## Leben
Hensley wuchs in Phoenix, Arizona, auf. Sie ist das einzige Kind von James Willis Hensley und dessen zweiter Ehefrau Marguerite Smith Johnson (1919–2006), die 1955 das Unternehmen Hensley & Company gründeten. Hensley besuchte die Grundschule Madison Meadows Elementary und war 1968 Königin im Rodeo. Danach besuchte sie die Central High School in Phoenix, die sie 1972 abschloss. Sie erhielt ihren Master an der University of Southern California in Sonderpädagogik.

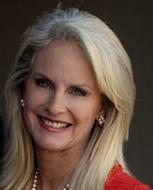
Cindy Hensley McCain

1979 lernte sie John McCain auf Hawaii kennen, der zu dieser Zeit noch verheiratet war. Sie verliebten sich und John McCain ließ sich von seiner ersten Ehefrau scheiden und heiratete am 17. Mai 1980 in Phoenix Cindy Lou Hensley. Durch diese Heirat und den Einfluss ihres Vaters erhielt ihr Ehemann John McCain Zutritt in die Lokalpolitik Arizonas. Das Paar hat drei leibliche Kinder, darunter die Moderatorin Meghan McCain, und eine Adoptivtochter. Cindy McCain lebt in Arizona. 2018 starb ihr Ehemann im Alter von 81 Jahren.
1988 gründete McCain die Organisation American Voluntary Medical Team (AVMT). 1995 startete sie eine weitere Organisation Hensley Family Foundation, die Kinderprogramme in Arizona unterstützt. 2000 unterstützte sie ihren Ehemann in seiner Präsidentschaftskandidatur, bei der dieser gegen den republikanischen Mitbewerber George W. Bush unterlag. Im gleichen Jahr verstarb ihr Vater und sie wurde Vorsitzende des Unternehmens Hensley & Company. Des Weiteren ist sie im Vorstand der Organisation CARE seit 2005 sowie im Vorstand der Organisation HALO Trust vertreten. Im April 2004 erlitt sie einen Schlaganfall aufgrund zu hohen Blutdrucks, erholte sich in den folgenden Monaten aber ganz in einer Therapie. In der Präsidentschaftskandidatur ihres Mannes 2007/2008 engagierte sie sich und erklärte unter anderem öffentlich, dass die Regierung Bush zu wenig Soldaten im Irakkrieg stationiert habe.
Von 2021 bis 2023 war sie US-Botschafterin bei der Ernährungs- und Landwirtschaftsorganisation der Vereinten Nationen (FAO), seit 2023 ist sie Direktorin des Welternährungsprogramm der Vereinten Nationen.